# Prolacurbs
Prolacurbs is een geslacht van hooiwagens uit de familie Biantidae.
De wetenschappelijke naam Prolacurbs is voor het eerst geldig gepubliceerd door Roewer in 1949. 

## Soorten
Prolacurbs is monotypisch en omvat slechts de volgende soort:
- Prolacurbs singularis